# 훼이민보
훼이민보(러시아어: Хуэймин бо)는 키르기스스탄의 비슈케크에서 둥간어로 발행되고 있는 사회정치적인 신문이다.
신문은 1달에 1번 발행부수가 3,000부로 나오고 있다. 1970년대에 훼이민보는 1주일에 2번 발행부수가 4,400부로 나왔다.
1932년에 «Дун Хуәщир» (동쪽의 불꽃)이라는 제목으로 발행되기 시작했다. 1939년에 제목이 중지되게 되었다. 하지만 1957년에 «Сулян хуэйзу бо» (소비에트 둥간인 신문)이란 제목으로 재개되었다. 1958년에 «Шийүәди чи» (10월 깃발)로 제목을 바꿨다. 1990년대에 신문은 «Хуэймин бо»로 개칭되었다. 훼이민보에서 긴 시간을 둥간인 작가 야시르 시바자(러시아어: Ясыр Шиваза)가 일했다.

## 참고 문헌
1. ↑  “보관된 사본”. 2008년 5월 14일에 원본 문서에서 보존된 문서. 2010년 10월 29일에 확인함.
2. ↑  «Шыйуэди чи»[깨진 링크(과거 내용 찾기)]